# Vietnamská Wikipedie
Vietnamská Wikipedie (vietnamsky Wikipedia tiếng Việt) je jazyková verze Wikipedie ve vietnamštině. Byla založena 12. listopadu 2003. V lednu 2022 obsahovala přes 1 269 000 článků a měla 20 správců. Registrováno bylo přes 844 000 uživatelů, z nichž bylo přes 2 500 aktivních. V počtu článků byla 13. největší Wikipedie.
V roce 2012 provedli 84,2 % editací vietnamské Wikipedie uživatelé z Vietnamu, 5,1 % z USA, 3,7 % z Německa a 3 % z Francie.
V roce 2019 bylo zobrazeno okolo 784,2 milionu dotazů. Denní průměr byl 2 148 489 a měsíční 249 936 777 dotazů. Nejvíce dotazů bylo zobrazeno v lednu (292 013 580), nejméně v červenci (226 869 280). Nejvíce dotazů za den přišlo ve čtvrtek 24. října (3 865 083), nejméně v úterý 5. února (1 170 140).